# جوزيف ويكس (سياسي)
جوزيف ويكس هو محامي وقاضي وسياسي أمريكي، ولد في 13 فبراير 1773، وتوفي في 4 أغسطس 1845. نشط حزبياً في الحزب الديمقراطي. وقد انتخب عضو مجلس النواب الأمريكي ‏.